# Săgeata Năvodari
Săgeata Năvodari (rum. AFC Săgeata Năvodari) – nieistniejący rumuński klub piłkarski, mający siedzibę w mieście Năvodari w południowo-wschodniej części kraju.

## Historia
Chronologia nazw:
- 2010—...: Săgeata Năvodari

Klub został założony w 2010 roku jako Săgeata Năvodari w wyniku przeniesienia klubu Săgeata Stejaru do nowej siedziby. Klub kontynuował tradycje CS Năvodari, który istniał w latach 1993-2008. Zespół z Năvodari zastąpił Săgeata Stejaru w drugiej lidze. W sezonie 2010/11 debiutował w Serii I Ligi II, w której zajął 3 miejsce, ale w meczach play-off nie otrzymał promocji, przegrywając Voința Sybin 0:0 i 0:2. W następnym sezonie uplasował się na czwartej pozycji, a w sezonie 2012/13 zajął 2 miejsce w Serii I i po raz pierwszy zdobył awans do pierwszej ligi.

## Sukcesy

### Trofea międzynarodowe
Nie uczestniczył w rozgrywkach europejskich (stan na 31-05-2013).

### Trofea krajowe
| \| \| Zdobyte trofea w rozgrywkach Rumunii (stan na: 31-05-2013) \| |                                                            |      |                |
| Rozgrywki                                                           | Osiągnięcie                                                | Razy | Sezon(y)       |
| Mistrzostwo                                                         | I miejsce                                                  | 0    |                |
| Mistrzostwo                                                         | II miejsce                                                 | 0    |                |
| Mistrzostwo                                                         | III miejsce                                                | 0    |                |
| Mistrzostwo                                                         | ? miejsce                                                  | 1    | 2014           |
| Puchar                                                              | zdobywca                                                   | 0    |                |
| Puchar                                                              | finalista                                                  | 0    |                |
| Puchar                                                              | 1/32 finału                                                | 1    | 2013           |
| II liga                                                             | I miejsce                                                  | 0    |                |
| II liga                                                             | II miejsce                                                 | 1    | 2013 (Seria I) |
| II liga                                                             | III miejsce                                                | 0    |                |
| Rumunia                                                             | Zdobyte trofea w rozgrywkach Rumunii (stan na: 31-05-2013) |      |                |

## Stadion
Klub rozgrywa swoje mecze domowe na stadionie Petromidia w Năvodari, który może pomieścić 5,000 widzów, ale po awansie do Liga I musiał przenieść się do pobliskiego stadionu Farul o pojemności 15,500 widzów, ponieważ własny stadion nie spełnił wymagań.